# Кортик (ЗРАК)
„Кортик“ (експортно наименование „Каштан“, според класификацията на НАТО – CADS-N-1 Kashtan) е руски зенитен ракетно-артилерийски комплекс (ЗРАК) с две шестцевни въртящи се оръдия АО-18К, предназначен за отбраната на кораби и стационарни обекти от високоточно оръжие (противокорабни ракети), въздушни цели (самолети, вертолети), а също и за обстрел на маломерни морски и наземни цели.
Комплексът има пълна автоматизация на бойната работа, от откриването до поразяването на целта.

## История
Комплексът е разработен в края на 1970-те години в Конструкторското бюро по приборостроене (ГУП „КБП“, генерален конструктор А. Г. Шипунов), серийното производство се осъществява в Тулския машиностроителен завод. Производител на радиолокационната система на бойния модул е ОАО „РАТЕП“. На бордовата апаратура – НИИФП. Приет на въоръжение през 1989 г.
През 2016 г. са приети на въоръжение боеприпаси от ново поколение за 30 мм автоматични оръдия, тяхна конструктивна особеност се явява използването на пластмасови водещи устройства. Концернът „Техмаш“ ще произвежда за флота осколочно-фугасно-запалителни и осколочно-трасиращи снаряди. Новите боеприпаси ще увеличат живучестта на стволовете.

## Носители
Зенитният ракетно-артилерийски комплекс „Кортик“/„Каштан“ е въоръжение на:
- тежките атомни ракетни крайцери „Адмирал Нахимов“ и „Петър Велики“ (6 ЗРАК, 144 ЗУР);
- тежкият авионосен крайцер „Адмирал на Флота на Съветския съюз Кузнецов“ (8 ЗРАК, 256 ЗУР);
- големият противолодъчен кораб „Адмирал Чабаненко“ (2 ЗРАК, 64 ЗУР);
- стражевите кораби от проекта 11540 „Неустрашимий“ и „Ярослав Мъдри“ (2 ЗРАК, 64 ЗУР);
- фрегатите от проекта 11356, тип „Талвар“, построени за ВМФ на Индия (2 ЗРАК, 64 ЗУР);
- корветите от проекта 20380 „Стерегущий“ (1 ЗРАК, 32 ЗУР).

## Модификации
Модификацията Каштан-М, в сравнение с аналога (ЗРК „Кортик“), има по-малко време за реакция (за сметка увеличаване на скоростта на насочване на ракетно-артилерийската установка) и повишени 2 – 3 пъти експлоатационни характеристики.

## Тактико-технически характеристики
- Зони на поражение

по далечина:
ракетно въоръжение: 1500 – 8000 м
артилерийско въоръжение: 500 – 4000 м
по височина
ракетно въоръжение: 5 – 3500 м
артилерийско въоръжение: 5 – 3000 м
- Време за реакция: 6 – 8 секунди
- Далечна на вземане на съпровождане на ПКР с ЕПР = 0,1 м² и височина на полета Н ≥ 5 м: 9 км
- Брой едновременно обстрелвани цели (в зависимост от броя бойни модули): 1[7]
- Вероятност за поражение на ПКР: 0,94 – 0,99
- Радиолокационният канал за насочване в мм диапазон осигурява точност 2 – 3 м
- Темп на стрелбата: 10 000 изстрела/минута

## Състав на комплекса
- Зенитни управляеми двустепенни твърдогоривни ракети 9М311-1 с осколъчно-пръчкова бойна част и неконтактен датчик за целта.
- Два 30-мм шестстволни зенитни автомата АО-18К.
- команден модул, предназначен за откриване на целите, целеразпределението и подаване на целеуказания към бойните модули;
- боен модул (от 1 до 6), който осъществява автоматичното приемане на целеуказанията, автосъпровождането, обработката на данните за стрелба и обстрел на целите както с ракетното, така и с артилерийското въоръжение;
- система за съхранение и презареждане на боеприпасите, осигуряваща съхранение на 32 ракети в пускови контейнери, качването им в бойния модул и спускането им в погреба.

## Модификации
„Каштан-М“ – първоначално е подобрена далекобойността, както и зоната на поражение на ЗУР 9M311-1Е по височина и далечина.
Зона на поражение:
- по далечина

ЗУР (Зенитна управляема ракета): 1500 – 10 000 м
ЗА (Зенитен автомат): 500 – 4000 м
- по височина

ЗУР: 2 – 6000 м
ЗА: 0 – 3000 м
- Далечината на взимане на съпровождане на ПКР с ЕПР = 0,1 м² и височина на полета Н≥5 м: 11,4 км[9]

## Оценка
Съвместната обработка на сигналите от радиолокационния и оптико-електронния канали за съпровождане на целите и ЗУР с автоматичен избор на оптимален режим осигурява висока устойчивост срещу смущения. Според резултатите от изпитанията, произведени в края на 1980-те години, ЗРАК „Кортик“ е признат за неефективен поради голямото тегло и габарити и това, че на практика той не успява да осъществи дообстрела с автоматите на несвалените с помощта на своите ЗУР вражески противокорабни ракети. Голямото тегло, в крайна сметка, не дава в болшинството случаи възможност да се поставят тези установки вместо ЗАК АК-630М. На крайцерите от проекта 1293, планирани за залагане в началото на 1990-те години, е решено да се откажат от ЗРАК в полза на използването на ЗРК „Кинжал“ и зенитни автомати. Основният недостатък на ЗРАК тогава се предполага да бъде отстранен в модернизираната версия М.
ЗРАК се носи от стражеви кораби проект 11540 и 11356М, крайцерите „Петър Велики“ и „Адмирал Нахимов“, а също и от ГПК „Адмирал Чабаненко“.
Започвайки от втория кораб на проекта 20380 ЗРАК не се поставя по причина невъзможност за едновременното му поставяне заедно със ЗРК „Редут“ (комплекс на базата на С-350) с възможност за използване на различни типове ракети със средна и голяма далечина. За отбраната от ПКР се използват 2 ЗАК АК-630М.
Обаче това не означава отказ от самата концепция на ЗРАК – на фрегатите от проекта 22350 се поставят 2 ЗРАК „Палаш“, които могат да бъдат доукоплектовани до ЗРАК.